# چوب صندل

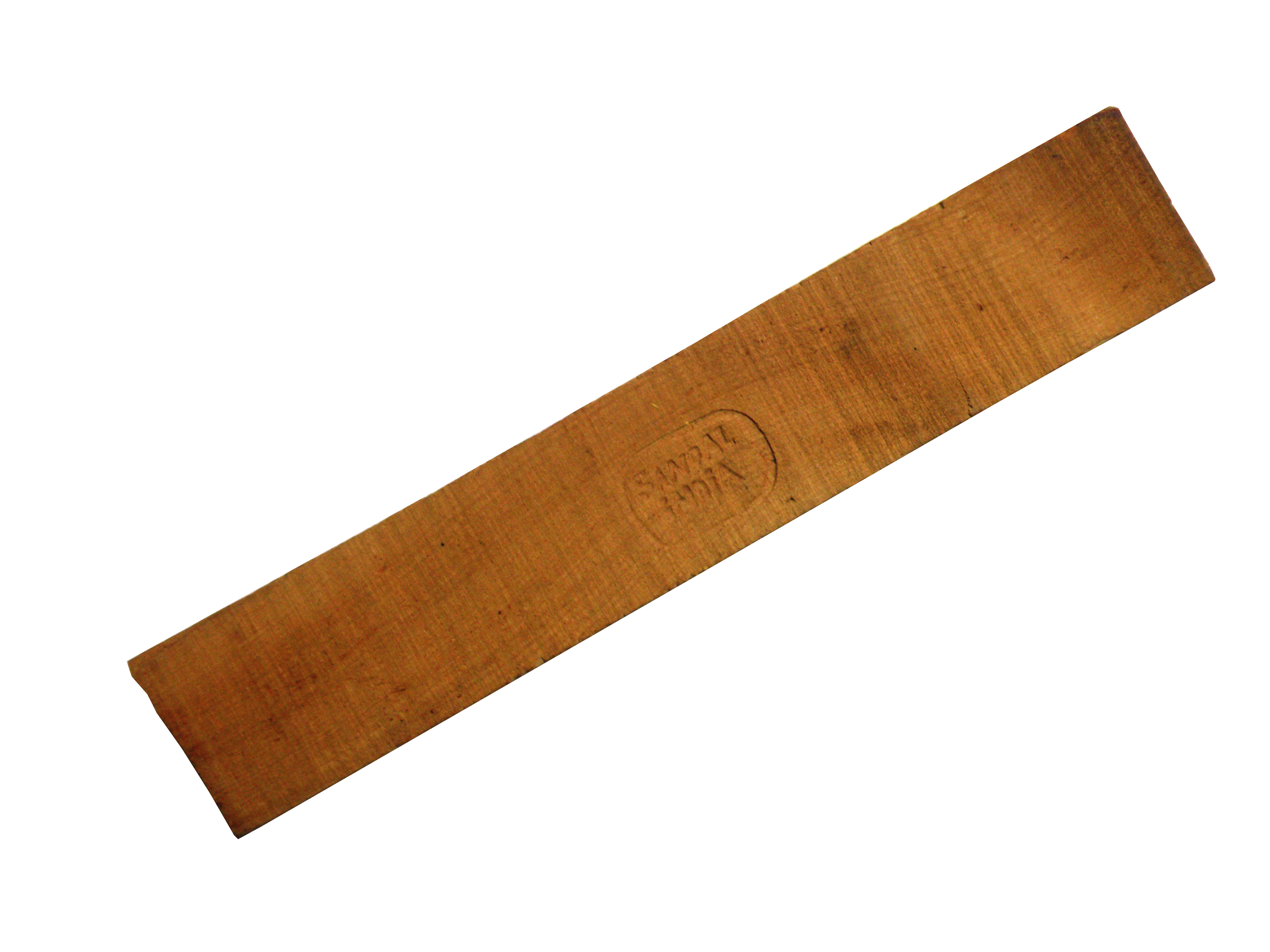
چوب صندل سفید مهر شده

چوب صندل (به انگلیسی: Sandalwood) دسته‌ای از چوب‌های درختان از سرده صندل است. از چوب صندل هم به‌عنوان ماده خوشبوکننده و هم در نجاری استفاده می‌شود. در هند معابدی از چوب صندل ساخته شده که بعد از گذشت قرن‌ها عطر و بوی خود را حفظ کرده‌اند. جعبه‌های جواهرات و بادبزن‌های دستی هنوز در قسمت‌هایی از آسیا به‌خصوص در هند از چوب صندل ساخته می‌شوند.